# Choristhemis olivei
Choristhemis olivei – gatunek ważki z rodziny Synthemistidae. Endemit Australii, znany wyłącznie z kilku stanowisk na wybrzeżu w północno-wschodniej części stanu Queensland, w pobliżu Cairns.